# Подземље (филм из 1995)
Подземље (енгл. Underground — Андерграунд; познат и као Била једном једна земља) је југословенски ратни хумористички филм из 1995. године, режисера Емира Кустурице, према сценарију који је написао Душан Ковачевић. Главне улоге у филму тумаче Предраг Мики Манојловић, Лазар Ристовски, Мирјана Јоковић и Славко Штимац, а радња прати епску причу о двојици пријатеља од почетка Другог светског рата до почетка Ратова у Југославији.
Филм је снимљен у међународној копродукцији СР Југославије, Француске, Немачке, Чешке и Мађарске. Наишао је на позитивне рецензије критичара и освојио је Златну палму на Канском филмском фестивалу 1995. године. Био је српски кандидат за Оскара у категорији за најбољи филм ван енглеског говорног подручја, али није ушао у ужи избор за награду.

## Радња
Ујутро 6. априла 1941. године у Београду, престоници Краљевине Југославије, двојица боема, Петар Попара, звани Црни, и Марко Дрен, враћају се кући. Пролазе кроз Калемегдан и довикују поздраве Марковом брату Ивану, чувару животиња у Београдском зоолошком врту. Марко обавештава Веру, трудну супругу Црног, да су га уписали у Комунистичку партију Југославије.

### Први део
Мамурни Црни доручкује док му Вера пребацује због наводне афере са позоришном глумицом. Након што се зачуло брујање авиона, немачке бомбе почињу да падају на Београд. Када је напад завршен, Црни, противно Вериној жељи, излази напоље и обилази разрушени град. Гледајући рушевине и животиње које су побегле из зоолошког врта, наилази на утученог Ивана који носи бебу шимпанзу, Сонија. Отпор Југословенске војске је сломљен, а немачке трупе окупирају и разбијају Југославију. Црни креће у илегално деловање као комунистички активиста заједно са Марком и другима. Повремено посећује своју љубавницу Наталију Зовков, која је распоређена у специјалну радну бригаду глумаца ангажованих на обнови града под немачком окупацијом. Као славна глумица Народног позоришта, Наталија је запала за око Францу, високом немачком официру.
Марко је организовао складиште оружја у подруму куће свог деде. Након што су пресрели воз пун оружја, Црни и Марко су на немачким радио-билтенима означени као опасни разбојници. Док се Црни крије у шуми јер Немци појачавају претресе по кућама, Марко води Веру, Ивана и остале у подрум да се сакрију. Вера се порађа и рађа дечака, коме даје име Јован, али недуго затим умире.
Године 1944, Црни долази у град да прослави Јованов рођендан у комунистичком зборишту. Он и Марко одлазе у позориште, где виде Наталију како наступа пред Францом и другим немачким официрима. Црни пуца Францу у груди, а затим заједно са Наталијом и Марком стиже до речног брода усидреног изван Београда. Тамо се припремају за принудно венчање Црног и Наталије, упркос њеном противљењу. Прославу прекидају немачки војници који опкољавају брод. Франц, који је преживео, виче и захтева да му Марко и Црни врате Наталију, која му притрчава. Црни бива заробљен и одведен у болницу, где га Немци муче електрошоковима, док Франц и Наталија, на истом месту, посећују њеног брата Бату. У међувремену, Марко налази начин да уђе у зграду кроз подземни канализациони пролаз. Прикрада се Францу и дави га жицом пред Наталијом, а затим ослобађа Црног. Одлазе са исцрпљеним Црним сакривеним у коферу, али он бива рањен експлозијом гранате.
Неколико дана касније, на Васкрс 1944, Марко и Наталија, сада у вези, посматрају коматозног Црног. Крајем октобра, Црвена армија, заједно са југословенским партизанима, улази у Београд. Марко је приказан како држи говоре са балкона Народног позоришта током Тршћанске кризе, дружи се са Јосипом Брозом Титом, Александром Ранковићем и Едвардом Кардељом и стоји поред Тита током војних парада кроз центар Београда.

### Други део
Године 1961, Марко је један од најближих Титових сарадника и саветника. Физички опорављени Црни и остали још увек су у подруму, под утиском да рат и даље траје. Марко и Наталија присуствују свечаности поводом отварања културног центра и откривања статуе Петра Попаре Црног, за кога сви верују да је погинуо и који је постао народни херој. Затим се спушта у подрум, претварајући се да је рањен. Он говори Црном да су га мучили у Гестапоу и да је друг Тито замолио Петра да остане у подземљу док не дође тренутак коначне битке. Затим обилази подземље и, посебно, радионицу за производњу оружја, која и даље активно ради. Једини становник подземља који зна истину о томе шта се дешава је Марков деда. Он свакодневно, кад нико не гледа, помера велике сатове уназад, тако да људима изгледа као да су провели 15, а не 20 година у подземљу.
Када изађе на површину, Марко укључује сирену, због чега житељи подрума мисле да је почео нови ваздушни напад и скривају се у склоништу; такође предаје фалсификоване вести на немачком језику из којих произлази да рат и даље траје и да Немци са променљивим успехом држе Источни фронт. Оружје које долази из подземља, Марко продаје. Изнад земље почиње снимање државно спонзорисаног филма заснованог на Марковим мемоарима, под насловом Пролеће стиже на белом коњу.
Марко припрема Наталији текст улоге коју треба да одигра пред Црним у подруму. Наталија се у почетку противи, оптужујући Марка као лажова; међутим, он је убеђује и она се предаје. Она послушно извршава Маркове захтеве у потпуности по сценарију: спушта се у подрум, где се претвара да су је Немци силовали, такође „признајући” љубав Црном. Тог истог дана у подруму одржава се венчање Јована и девојке по имену Јелена, с којом је одрастао у подземљу. На свадбу су позвани Марко и Наталија. На самом почетку прославе, Црни, држећи говор, захваљује Марку за прошле године, у којима је он „бринуо” о житељима подземља. Када почне вечера, Црни позива Јована у страну и нуди му да изађе на површину, када се сви напију.
Наталија, у пијаном стању, оптужује Марка да је украо њену младост и увукао је у своје злочине, али он је убеђује да је све своје поступке извршио из љубави према њој. Њихов разговор случајно чује Црни, који Марку даје пиштољ и тражи да изврши самоубиство. Марко, уместо да се убије, пуца себи у колено, док шимпанза Сони случајно улази у тенк и испаљује пројектил, који пробија рупу у зиду подрума. Из рупе беже Сони, за њим Иван, као и Црни са Јованом.
Сони се у тунелу пење на један од камиона, а Иван полази за њим. Црни и Јован наилазе на филмски сет, где Црни, верујући да рат још траје, убија статисте и глумца који игра Франца. Када се појави хеликоптер који је послат да истражи јучерашње догађаје на снимању, Црни покушава да убије људе у њему, али до тренутка када се вратио на реку, Јован, који није знао да плива, већ се утопио. Марко одлучује да је време да побегне из Југославије, активира сирену и уништава кућу са подрумом.

### Трећи део
Године 1992, Иван се налази у психијатријској болници у Берлину; он и даље трага за Сонијем и не верује да је рат завршен. Један од доктора (пореклом из Југославије) показује Ивану документа која показују да Интерпол већ тридесет година трага за Марком и Наталијом због злочина против човечности и трговине оружјем. Тек тада Ивану постаје јасно да га је Марко обмањивао; он бежи од доктора и спушта се у тунел. Возач који се затекао у тунелу, миротворац Уједињених нација који превози људе из Босне, говори да Југославије више нема и да тамо траје рат. Иван не може да верује у то и креће пешке ка својој земљи. Ту, након тридесет година потраге, налази Сонија и заједно са њом излази на површину.
У једном ратом захваћеном граду, Иван наилази на Марка, који покушава да склопи договор о продаји оружја. Посао пропада, а Иван сустиже Марка и туче га до несвести, након чега извршава самоубиство. Наталија стиже и похрли ка Марку. Њих двоје заробљавају милитанти и погубљују их као ратне профитере. Командант милитаната је нико други до Црни.
Црни одводи своје људе у подрум у којем је годинама живео, водећи са собом и Сонија. У бунару угледа визију Јована и, покушавајући да га дохвати, пада унутра, највероватније окончавајући и свој живот.
У сновитом низу сцена, Црни, Марко, Вера и остали поново израњају испод воде и окупљају се на отвореном, за трпезом на малој травнатој превлаци, како би прославили Јованово венчање. Иван изговара неколико речи на растанку, говорећи да ће својој деци преносити бајке које почињу речима: „Била једном једна земља...” Док група пева и игра, комад земље на којем се налазе одваја се од обале, формирајући острво које се, са свима њима на њему, и полако се удаљава у непознато.

## Улоге
| Глумац                | Улога               |
| --------------------- | ------------------- |
| Предраг Манојловић    | Марко Дрен          |
| Лазар Ристовски       | Петар Попара „Црни” |
| Мирјана Јоковић       | Наталија Дрен       |
| Славко Штимац         | Иван Дрен           |
| Срђан Тодоровић       | Јован               |
| Бора Тодоровић        | Голуб               |
| Данило Бата Стојковић | Деда                |
| Мирјана Карановић     | Вера                |
| Ернст Штецнер         | Франц               |
| Давор Дујмовић        | Бата                |
| Петар Краљ            | Др Мирковић         |
| Драган Николић        | Режисер             |
| Јосиф Татић           | Полицајац           |
| Милена Павловић       | Јелена              |
| Бранислав Лечић       | Мустафа             |
| Ерол Кадић            | Јанез               |
| Бранко Цвејић         | Капетан             |
| Емир Кустурица        | Шверцер оружјем     |
| Неле Карајлић         | Циганин             |
| Бранко Петковић       | Конобар             |
| Рас Растодер          | Кувар на броду      |

## Награде
Филм је награђен Златном палмом на филмском фестивалу у Кану, наградом Бостонског друштва филмских критичара за најбољи филм на страном језику и наградом Лимијер за најбољи страни филм.

## Културно добро
Југословенска кинотека је, у складу са својим овлашћењима на основу Закона о културним добрима, 28. децембра 2016. године прогласила сто српских играних филмова (1911−1999) за културно добро од великог значаја. На тој листи се налази и филм Подземље.